# Battaglia di Lookout Mountain
La battaglia di Lookout Mountain fu combattuta il 24 novembre del 1863, come parte della Campagna di Chattanooga nell'ambito del Teatro Occidentale della guerra di secessione americana. Le forze dell'Unione sotto il comando del maggior generale Joseph Hooker diedero l'assalto a Lookout Mountain, una vasta altura prospiciente la città di Chattanooga, sconfiggendo le truppe del Confederate States Army dirette da Carter Littlepage Stevenson.
Fece parte di un impegno congiunto a più ampio raggio nel corso degli scontri svoltisi alla periferia del centro urbano tra il maggior generale Ulysses S. Grant - con la sua "Divisione militare del Mississippi" - e l'Armata confederata del Tennessee guidata dal generale Braxton Bragg. Durante lo scontro venne caricato con successo il fianco sinistro sudista permettendo così agli uomini di Hooker di partecipare vittoriosi alla battaglia di Missionary Ridge del giorno seguente.
Come immediata conseguenza l'esercito di Bragg dovette retrocedere di fatto da tutto il Tennessee, togliendo l'assedio alle forze unioniste raccoltesi a Chattanooga, ed aprendogli in tal modo la porta per l'invasione del profondo Sud.

## Antefatti

### Situazione militare
Dopo la loro disastrosa sconfitta nella battaglia di Chickamauga i 40 000 uomini dell'Armata del Cumberland sotto il maggior generale William Starke Rosecrans si ritirarono velocemente a Chattanooga. L'Armata confederata del Tennessee di Bragg pose sotto stato d'assedio la città, minacciando di far morire di fame le forze dell'Unione se non avessero accettato la resa.

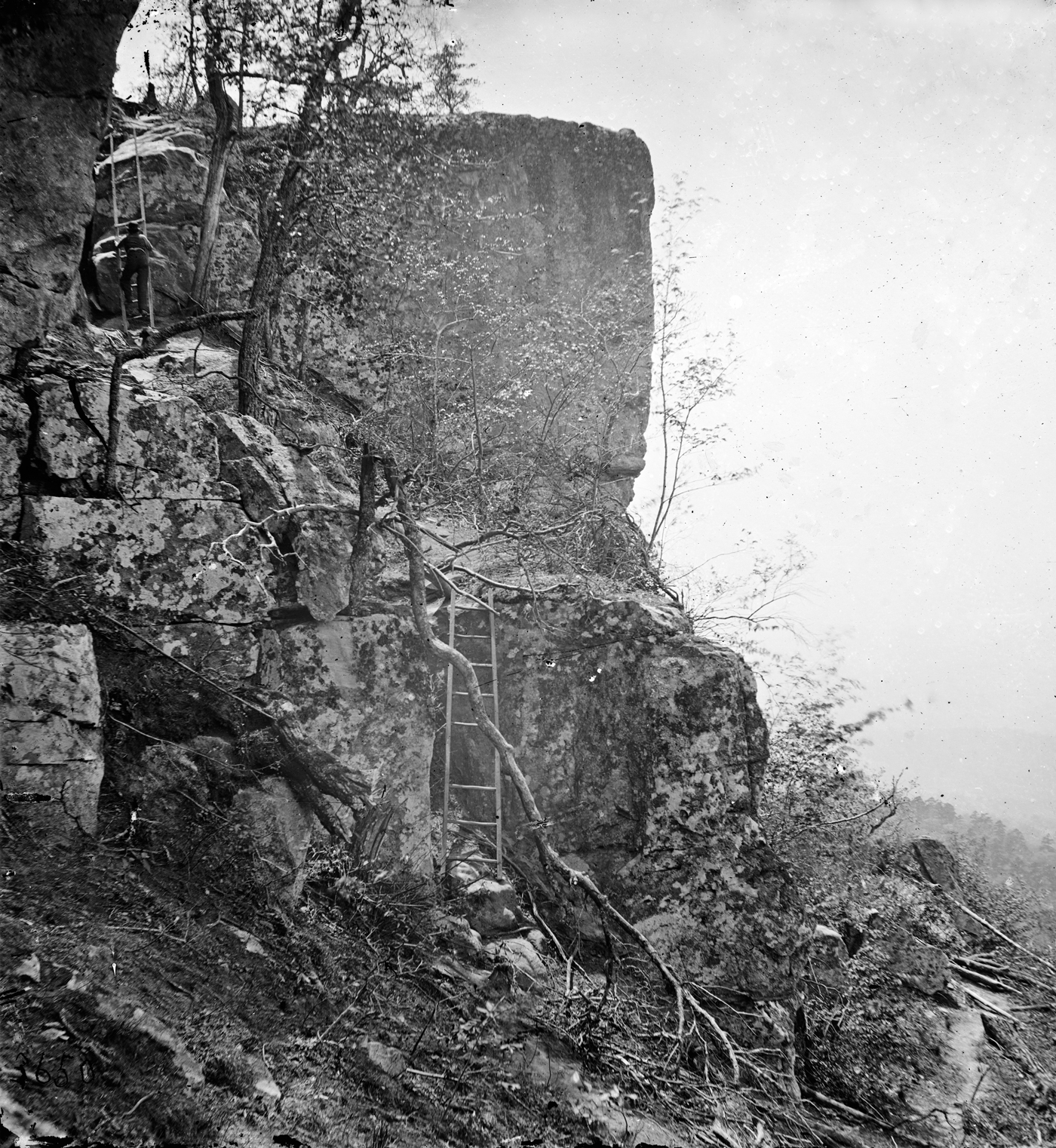
La sommità di "Lookout Mountain".

Le truppe sudiste si dispiegheranno sulla cima della Missionary Ridge e sulla Lookout Mountain, entrambe con ottime vedute della città, del fiume Tennessee che scorre attraverso la città e delle linee di rifornimento dell'Unione. La seconda era in realtà una cresta o altopiano stretto che si estendeva 85 miglia a Sud-ovest dal corso d'acqua, culminante in un punto facilmente fortificabile ad un'altezza di 1 800 metri.
Dal fiume l'estremità della montagna aumenta ad un angolo di 45° ed a circa 2/3 del suo senso di ascesa alla sommità cambia di grado, formando una sporgenza, o "Bench", larga da 150 a 300 piedi, estendentesi per parecchie miglia intorno ad entrambi i lati del monte. Poco al di sopra dell'argine naturale, il grado di curvatura diventava scosceso fino ad affacciarsi in una roccia di 500 piedi chiamata "Palisades".
L'artiglieria confederata appostata in vetta controllava agevolmente l'accesso al fiume, mentre la cavalleria si mise a lanciare incursioni contro tutti i carri di approvvigionamento in arrivo diretti a Chattanooga; tale situazione mise l'Unione nella necessità di trovare un altro modo per poter sfamare i suoi uomini.
La presidenza di Abraham Lincoln, allarmata dalla potenziale disfatta che si prefigurava, non tardò ad inviare rinforzi. Il 17 di ottobre il maggior generale Ulysses S. Grant ricevette il comando della totalità degli eserciti operanti nel Teatro Occidentale della guerra di secessione americana; definì quindi la "Divisione militare del Mississippi" facendo trasferire ulteriori forze fresche con l'intento di rafforzare gli assediati della Campagna di Chattanooga ed infine sostituendo Rosecrans con il maggior generale George H. Thomas.
Questi darà il via ad un'operazione anfibia sbarcando a "Brown' s Ferry" il giorno 27, il che permise la riapertura del fiume Tennessee collegando l'Armata di Thomas ad una colonna di soccorso di 20 000 unità distaccate dall'Armata del Potomac operante nel Teatro Orientale della guerra di secessione americana e guidata dal maggior generale Joseph Hooker.
Forniture e rinforzi saranno così in grado di confluire a Chattanooga attraverso la "Cracker Line", aumentando notevolmente le possibilità per le forze di Grant. In risposta Bragg ordinerà al tenente generale James Longstreet di forzare i federali fuori dalla Lookout Valley, direttamente ad Ovest di Lookout Mountain.
La battaglia di Wauhatchie (combattuta il 28 e 29 di ottobre) sarà una delle poche battaglie della guerra di secessione americana combattuta esclusivamente di notte. I confederati verranno respinti e la linea degli approvvigionamenti garantita e messa in sicurezza.

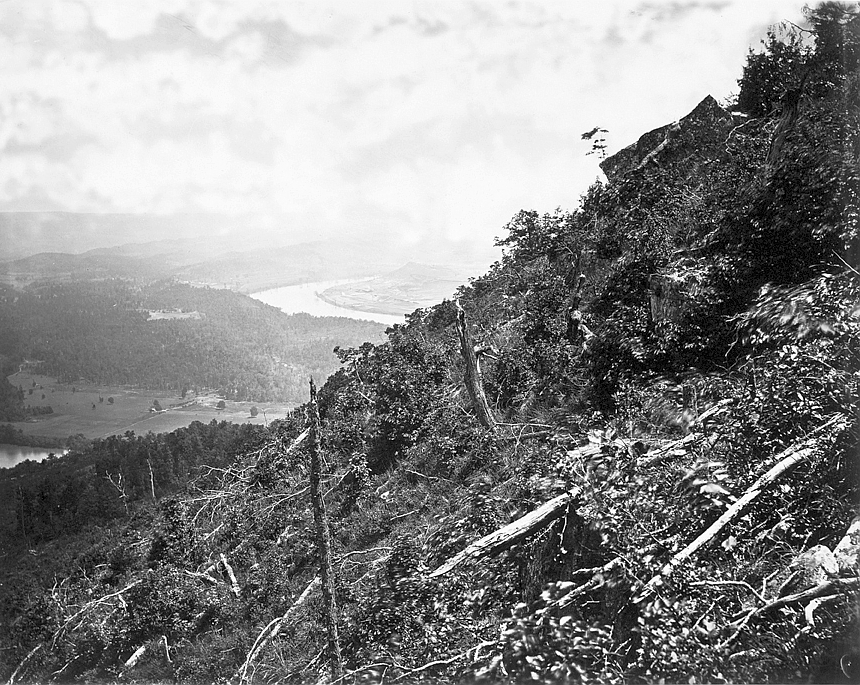
Il crinale di "Lookout Mountain".

Il 12 di novembre Bragg porrà il maggior generale Carter Littlepage Stevenson al comando difensivo della montagna, con la propria divisione posizionata sulla sua sommità. Le brigate di John King Jackson, Edward Cary Walthall e John Creed Moore verranno disposti sulla sporgenza della montagna.
Jackson successivamente scriverà a riguardo dell'insoddisfazione dei comandanti assegnati a questa zona: "infatti, è stato verificato da tutti i comandanti che la posizione era estremamente difficile da difendere contro una forza nemica agguerrita che avanza sotto la copertura di un pesante fuoco di sbarramento". 

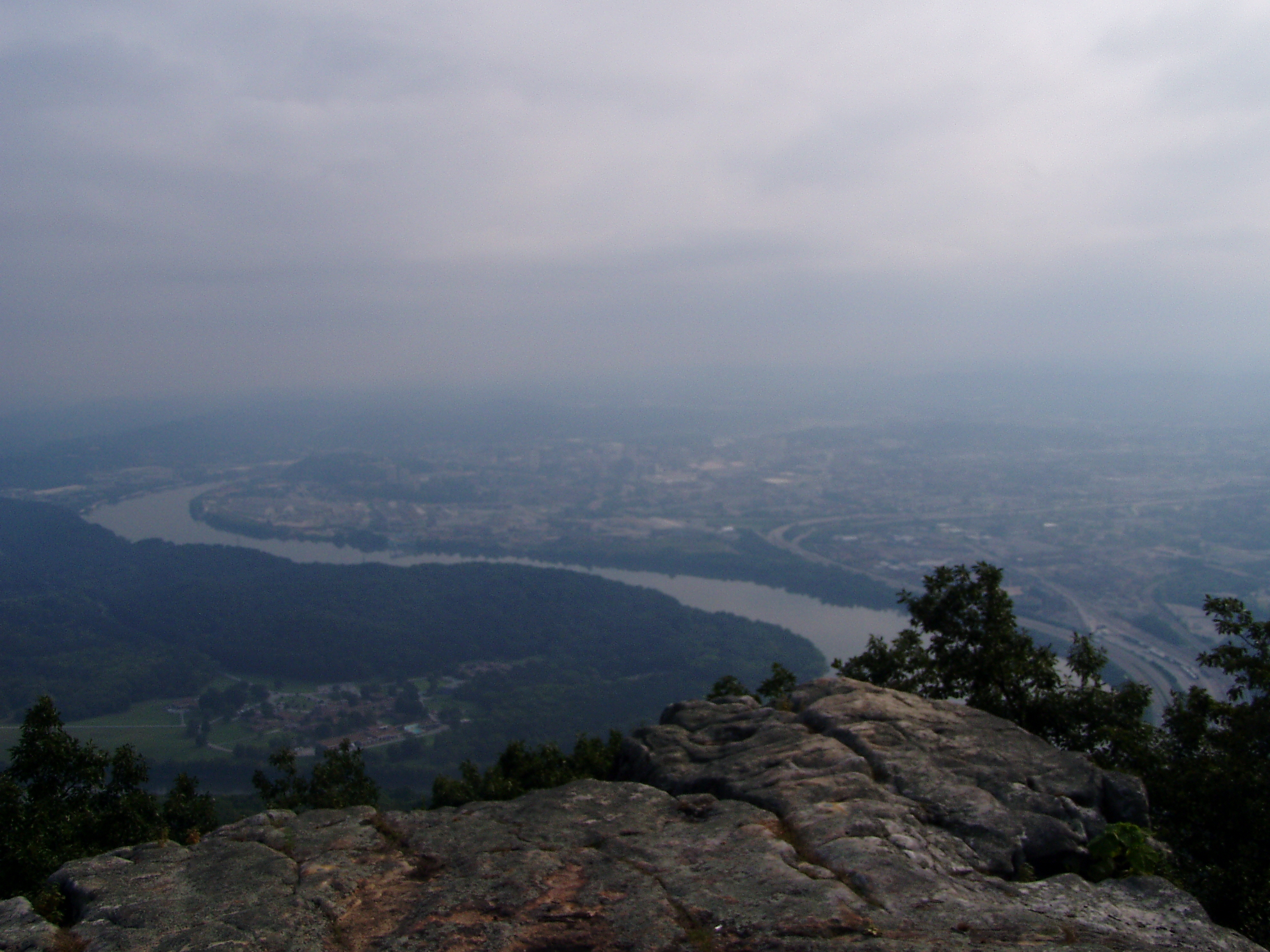
La veduta del fiume Tennessee e della città di Chattanooga da "Mocassin Bent".

Lo storico dell'esercito del Tennessee Thomas L. Connelly scrisse che nonostante l'imponente presenza di "Lookout Mountain" "la forza della montagna era un mito... Era difatti totalmente impossibile mantenere la sporgenza, dominata dall'artiglieria federale posta a "Mocassin Bend".
Anche se Stevenson avesse messo una batteria di cannoni sulla cresta della montagna, questi non avrebbero potuto essere abbastanza inclinati per poter raggiungere il sito sottostante, che era quindi accessibile da numerosi sentieri sul suo lato Ovest.
Il maggior generale William Tecumseh Sherman arrivò da Vicksburg (Mississippi) con i suoi 20 000 uomini dell'Armata del Tennessee a metà novembre. Grant, Sherman, e Thomas pianificarono quindi una doppia manovra di accerchiamento della forza di Bragg, con l'attacco principale di Sherman contro l'estremità settentrionale della cresta di Missionary, sostenuta da Thomas al centro e da Hooker, che avrebbe catturato Lookout Mountain per poi spostarsi subito dopo attraverso la Chattanooga Valley fino a Rossville (Georgia), tagliando in tal modo la strada della ritirata confederata a Sud.
Grant successivamente ritirerà il suo sostegno ad un assalto sostenuto di Hooker su Lookout Mountain, intendendo invece lasciare la massa d'urto del suo attacco a Sherman.
Il 23 di novembre la forza di Sherman era pronta ad attraversare il fiume Tennessee. Grant ordinò a Thomas di avanzare a metà strada verso la cresta di Missionary in una missione di ricognizione volta a determinare la forza della linea confederata, sperando di far sì che Bragg non si ritirasse per muoversi in direzione di Knoxville, là ove il maggior generale Ambrose Burnside era già stato minacciato da una pattuglia nemica in avanscoperta guidata da Longstreet.
Thomas invierà più di 14 000 uomini verso una collina minore chiamata "Orchard Knob" e invase letteralmente i difensori confederati.

### Altre letture
- Horn, Stanley F. The Army of Tennessee: A Military History. Indianapolis: Bobbs-Merrill, 1941. OCLC 2153322.
- Sword, Wiley. Mountains Touched with Fire: Chattanooga Besieged, 1863. New York: St. Martin's Press, 1995. ISBN 0-312-15593-X.
- Powell, David A. Battle Above the Clouds: Lifting the Siege of Chattanooga and the Battle of Lookout Mountain, October 16–November 24, 1863. Emerging Civil War Series. El Dorado Hills, CA: Savas Beatie, 2017. ISBN 978-1-61121-377-5.
- The Meriwether Family Papers, W.S. Hoole Special Collections Library, The University of Alabama.